# Bazooka (chewing-gum)
Pour les articles homonymes, voir Bazooka (homonymie).
Bazooka est une marque américaine de chewing-gum lancée en 1947.

## Histoire
La commercialisation du chewing-gum Bazooka aux États-Unis commence juste après la Seconde Guerre mondiale, par l'entreprise Topps de Brooklyn (New York). L'emballage est de couleur bleu, blanc, rouge et se vend pour un cent. 
En 1953, Topps modifie l'emballage de son chewing-gum en y incluant une petite bande dessinée avec le personnage Bazooka Joe. Il existe plus de 1 535 emballages différents de cette bande dessinée, à collectionner. 
En 2012, pour réagir face à des ventes en chute, le personnage récurrent de Bazooka Joe disparaît et, en même temps, l'entreprise Topps décide de moderniser son produit en changeant radicalement l'aspect de son emballage.